# Banize
 (juin 2012).
Banize est une commune française située dans le département de la Creuse, en région Nouvelle-Aquitaine.

## Géographie

### Généralités

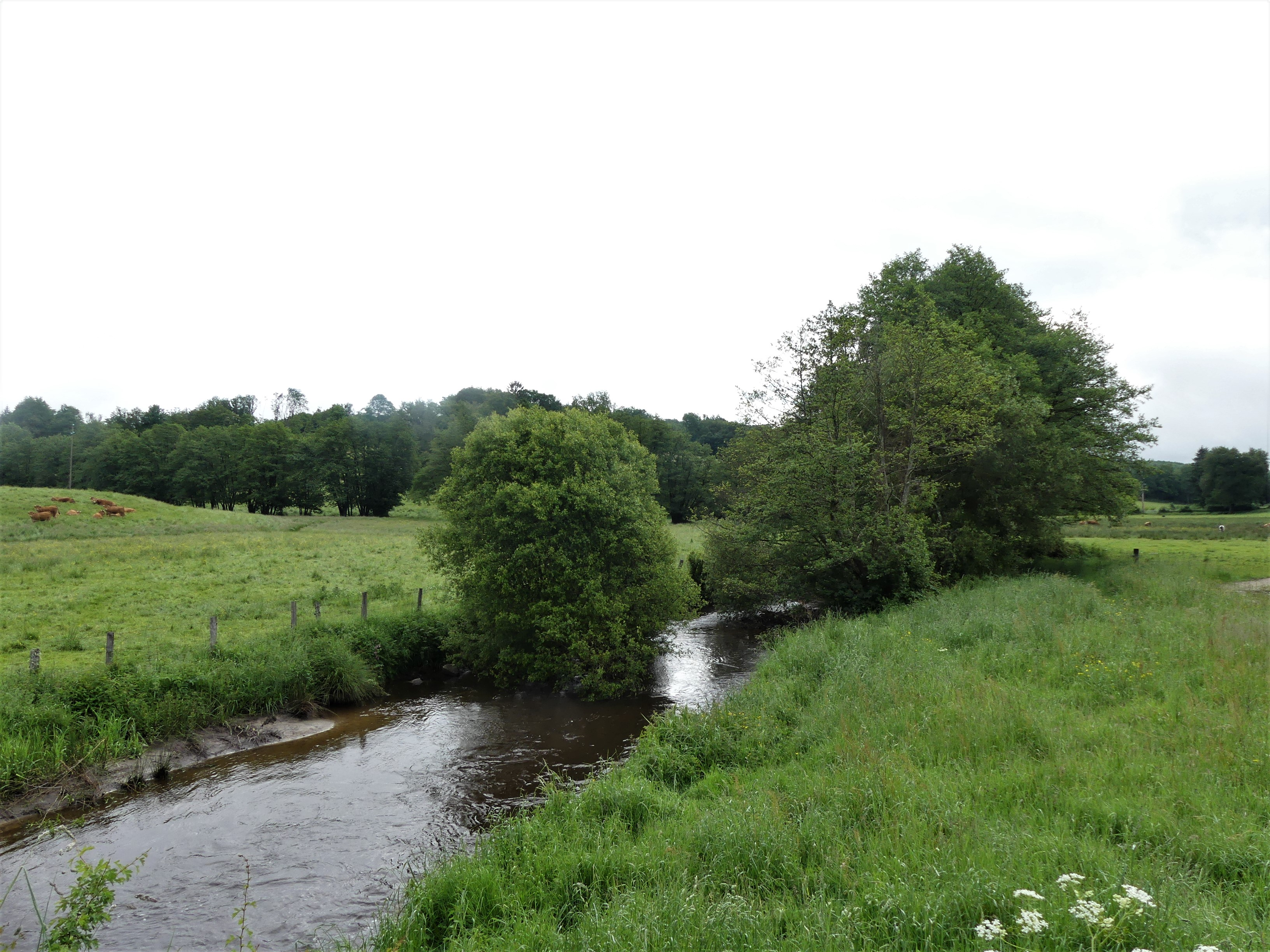
La Banize au sud du bourg.

Dans la moitié sud du département de la Creuse, en Haute-Creuse, la commune de Banize s'étend sur 15,24 km2. Elle est bordée à l'ouest sur plus de deux kilomètres par le Thaurion et est arrosée par son affluent la Banize.
L'altitude minimale avec 471 mètres se trouve localisée à l'extrême ouest, au nord du lieu-dit le Meigneau, là où le Thaurion quitte la commune et entre sur celle de Chavanat. L'altitude maximale avec 653 mètres est située au nord-est, au puy de l'Arbre.
À l'intersection des routes départementales (RD) 10 et 16, le bourg de Banize est situé, en distances orthodromiques, quatorze kilomètres à l'ouest d'Aubusson, la sous-préfecture, et vingt-huit kilomètres au sud-sud-est de Guéret, la préfecture.
Le territoire communal est également desservi par les RD 36 et 940, cette dernière marquant les limites nord et nord-est de la commune.
En provenance de la commune de Chavanat, le GR 4 traverse le territoire communal, passe dans le bourg de Banize et rejoint à l'est du bourg le GR 46 qui continue vers le sud et la commune de Vallière, passant au lieu-dit la Mouline. Au nord-est, sur trois kilomètres, un tronçon commun à ces deux chemins de randonnée passe au lieu-dit la Vallade.

### Communes limitrophes

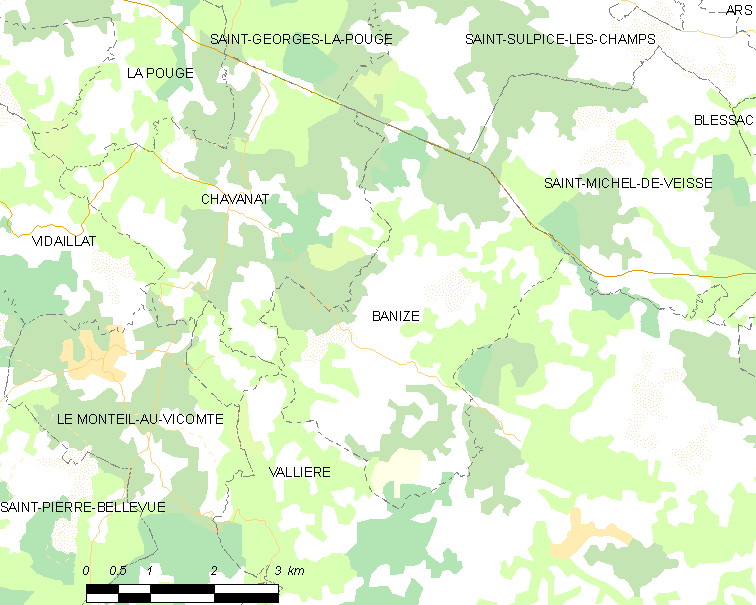
Carte de Banize et des communes avoisinantes.

Banize est limitrophe de cinq autres communes.
Au nord-ouest, son territoire est distant de moins de 400 mètres de celui de Saint-Georges-la-Pouge.
| Chavanat              | Saint-Sulpice-les-Champs | Saint-Michel-de-Veisse |
| Le Monteil-au-Vicomte | Banize                   |                        |
|                       |                          | Vallière               |

### Climat
Pour des articles plus généraux, voir Climat de la Nouvelle-Aquitaine et Climat de la Creuse.
Historiquement, la commune est exposée à un climat montagnard.  
En 2020, Météo-France publie une typologie des climats de la France métropolitaine dans laquelle la commune est exposée à un climat de montagne et est dans la région climatique  Ouest et nord-ouest du Massif Central, caractérisée par une pluviométrie annuelle de 900 à 1 500 mm, maximale en automne et en hiver.
Pour la période 1971-2000, la température annuelle moyenne est de 9,8 °C, avec une amplitude thermique annuelle de 15 °C. Le cumul annuel moyen de précipitations est de 1 191 mm, avec 13,2 jours de précipitations en janvier et 8,1 jours en juillet. Pour la période 1991-2020, la température moyenne annuelle observée sur la station météorologique la plus proche, située sur la commune d'Aubusson à 13 km à vol d'oiseau, est de 10,1 °C et le cumul annuel moyen de précipitations est de 939,1 mm,. Pour l'avenir, les paramètres climatiques de la commune estimés pour 2050 selon différents scénarios d'émission de gaz à effet de serre sont consultables sur un site dédié publié par Météo-France en novembre 2022.

## Urbanisme

### Typologie
Au 1er janvier 2024, Banize est catégorisée commune rurale à habitat très dispersé, selon la nouvelle grille communale de densité à 7 niveaux définie par l'Insee en 2022.
Elle est située hors unité urbaine. Par ailleurs la commune fait partie de l'aire d'attraction d'Aubusson, dont elle est une commune de la couronne,. Cette aire, qui regroupe 34 communes, est catégorisée dans les aires de moins de 50 000 habitants,.

### Occupation des sols
L'occupation des sols de la commune, telle qu'elle ressort de la base de données européenne d’occupation biophysique des sols Corine Land Cover (CLC), est marquée par l'importance des forêts et milieux semi-naturels (51,5 % en 2018), en diminution par rapport à 1990 (52,7 %). La répartition détaillée en 2018 est la suivante : 
forêts (51,5 %), prairies (36,7 %), zones agricoles hétérogènes (8,7 %), terres arables (3,2 %). L'évolution de l’occupation des sols de la commune et de ses infrastructures peut être observée sur les différentes représentations cartographiques du territoire : la carte de Cassini (XVIIIe siècle), la carte d'état-major (1820-1866) et les cartes ou photos aériennes de l'IGN pour la période actuelle (1950 à aujourd'hui).

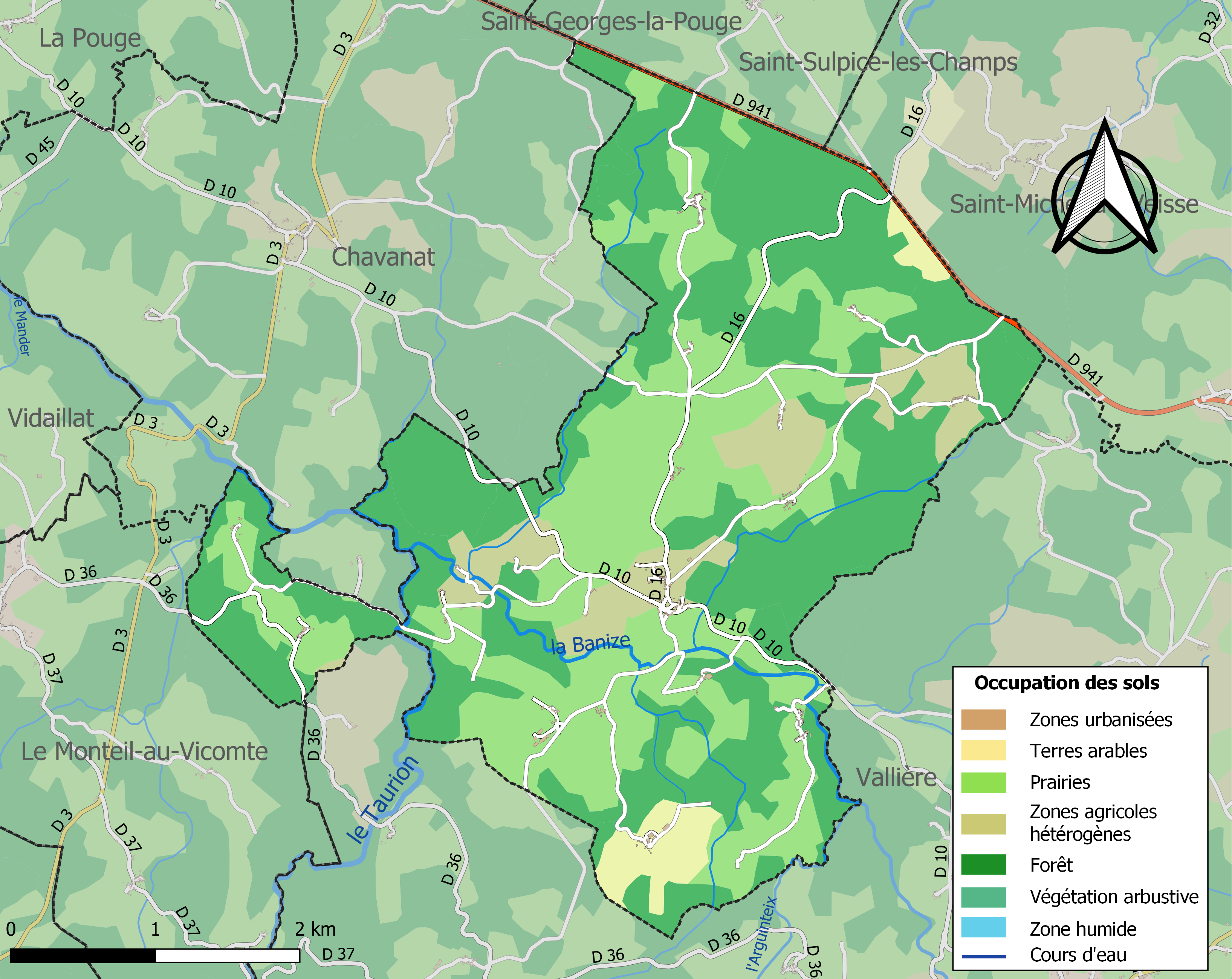
Carte des infrastructures et de l'occupation des sols de la commune en 2018 (CLC).

### Risques majeurs
Le territoire de la commune de Banize est vulnérable à différents aléas naturels : météorologiques (tempête, orage, neige, grand froid, canicule ou sécheresse) et séisme (sismicité faible). Il est également exposé à un risque technologique, la rupture d'un barrage, et à un risque particulier : le risque de radon. Un site publié par le BRGM permet d'évaluer simplement et rapidement les risques d'un bien localisé soit par son adresse soit par le numéro de sa parcelle.

#### Risques naturels

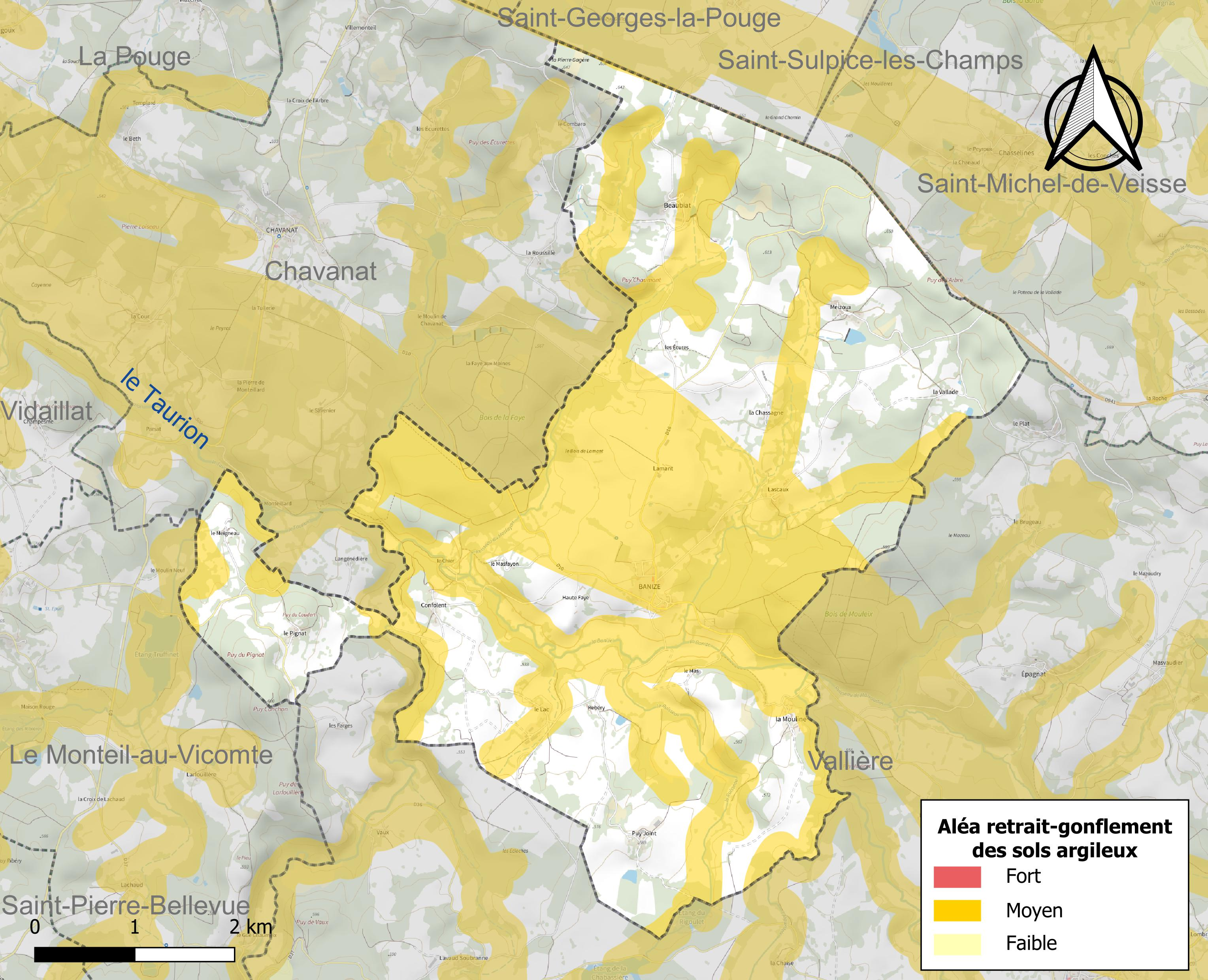
Carte des zones d'aléa retrait-gonflement des sols argileux de Banize.

Le retrait-gonflement des sols argileux est susceptible d'engendrer des dommages importants aux bâtiments en cas d’alternance de périodes de sécheresse et de pluie. 50,6 % de la superficie communale est en aléa moyen ou fort (33,6 % au niveau départemental et 48,5 % au niveau national). Sur les 134 bâtiments dénombrés sur la commune en 2019, 62 sont en aléa moyen ou fort, soit 46 %, à comparer aux 25 % au niveau départemental et 54 % au niveau national. Une cartographie de l'exposition du territoire national au retrait gonflement des sols argileux est disponible sur le site du BRGM,.
Par ailleurs, afin de mieux appréhender le risque d’affaissement de terrain, l'inventaire national des cavités souterraines permet de localiser celles situées sur la commune.
La commune a été reconnue en état de catastrophe naturelle au titre des dommages causés par les inondations et coulées de boue survenues en 1982 et 1999. Concernant les mouvements de terrains, la commune a été reconnue en état de catastrophe naturelle au titre des dommages causés par des mouvements de terrain en 1999.

#### Risques technologiques
La commune est en outre située en aval du  barrage de Confolent, un ouvrage sur la Creuse de classe A soumis à PPI, disposant d'une retenue de 4,7 millions de mètres cubes. À ce titre elle est susceptible d’être touchée par l’onde de submersion consécutive à la rupture de cet ouvrage.

#### Risque particulier
Dans plusieurs parties du territoire national, le radon, accumulé dans certains logements ou autres locaux, peut constituer une source significative d’exposition de la population aux rayonnements ionisants. Certaines communes du département sont concernées par le risque radon à un niveau plus ou moins élevé. Selon la classification de 2018, la commune de Banize est classée en zone 3, à savoir zone à potentiel radon significatif.

## Politique et administration

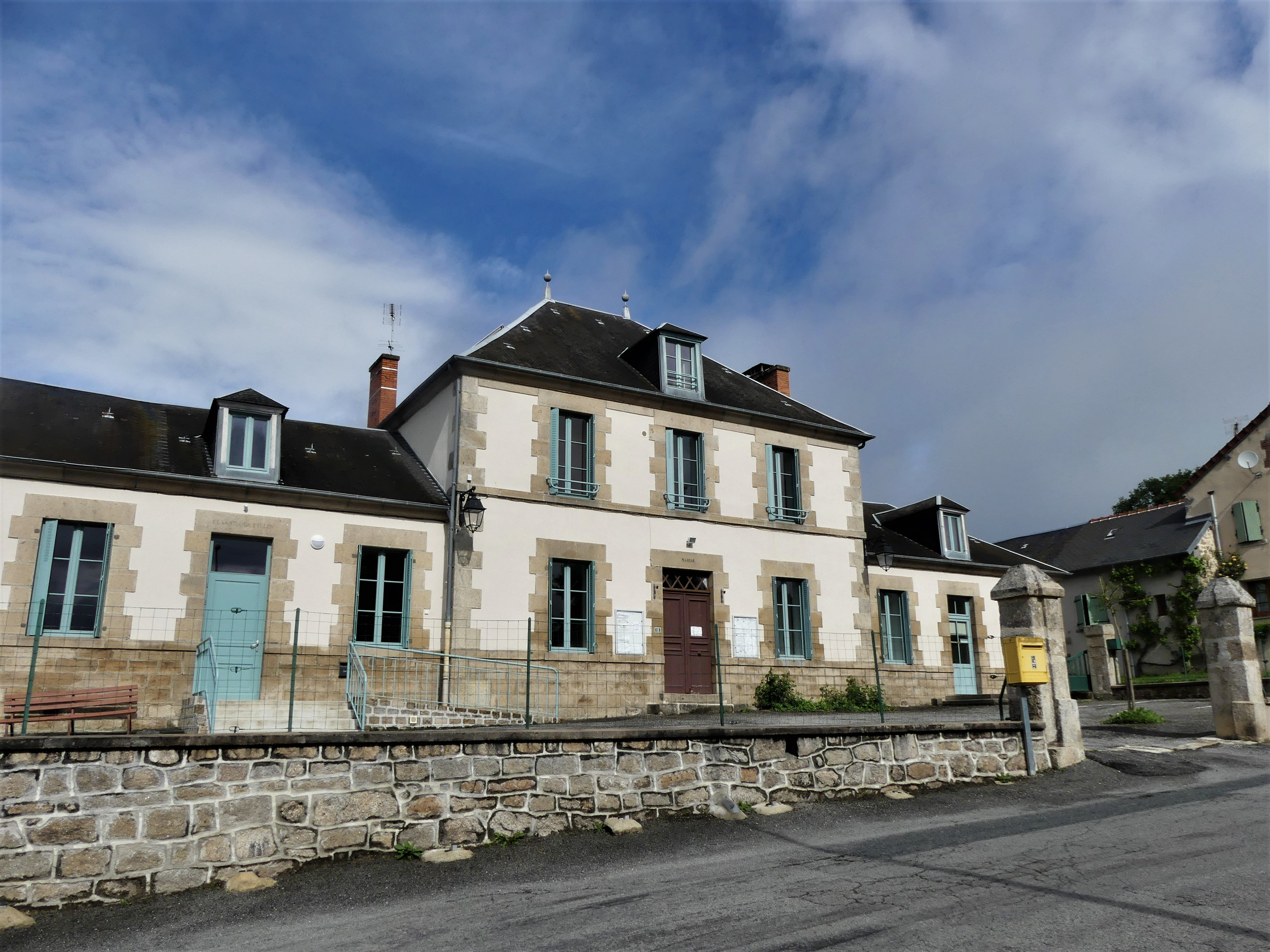
La mairie en 2018.

## Histoire
Banize est une commune de maçons-migrants essentiellement vers Paris et Lyon et leurs régions, dans la tradition des maçons de la Creuse (mouvement qui concernait au XIXe siècle 12 % de la population creusoise, et 17 % dans le canton de Saint-Sulpice-les-Champs dont faisait partie la commune), phénomène qui au cours des derniers siècles a façonné la physionomie actuelle du département et bien sûr de la commune. D'un côté, les simples ouvriers-maçons qui investissaient cependant le gain de leurs campagnes dans l'achat d'un lopin de terre pour s'installer et gagner ainsi leur indépendance. D'un autre côté, ceux plus ambitieux, voire opportunistes, qui sont devenus entrepreneurs en bâtiment, dont certains ayant pignon sur rue encore aujourd'hui. La politique de réforme de l'urbanisme du baron Haussmann et les reconstructions post-guerres mondiales leur ont été très favorables : des contemporains de Martin Nadaud, pour citer le plus célèbre d'entre eux, ont créé de véritables dynasties toujours très influentes dans les coulisses du pouvoir, tant la matière est cruciale. Terre ingrate et pauvre, la Creuse a atteint ses lettres de noblesse grâce à la maçonnerie qui est devenue une spécialité creusoise au cours des siècles. On peut parler de véritable ascenseur social, et Banize en est un exemple flagrant au travers des familles Despagnat, Georges, Mazet, Delavallade, Fiallon, Desgranges, Delouis, Chabanaud, etc.[Interprétation personnelle ?],

## Démographie
L'évolution du nombre d'habitants est connue à travers les recensements de la population effectués dans la commune depuis 1793. Pour les communes de moins de 10 000 habitants, une enquête de recensement portant sur toute la population est réalisée tous les cinq ans, les populations de référence des années intermédiaires étant quant à elles estimées par interpolation ou extrapolation. Pour la commune, le premier recensement exhaustif entrant dans le cadre du nouveau dispositif a été réalisé en 2004.

En 2022, la commune comptait 181 habitants, en évolution de −4,23 % par rapport à 2016 (Creuse : −3,32 %, France hors Mayotte : +2,11 %).
| 1793 | 1800 | 1806 | 1821 | 1831 | 1836 | 1841 | 1846 | 1851 |
| ---- | ---- | ---- | ---- | ---- | ---- | ---- | ---- | ---- |
| 780  | 706  | 710  | 691  | 689  | 732  | 700  | 702  | 686  |

| 1856 | 1861 | 1866 | 1872 | 1876 | 1881 | 1886 | 1891 | 1896 |
| ---- | ---- | ---- | ---- | ---- | ---- | ---- | ---- | ---- |
| 640  | 635  | 573  | 594  | 586  | 618  | 594  | 641  | 612  |

| 1901 | 1906 | 1911 | 1921 | 1926 | 1931 | 1936 | 1946 | 1954 |
| ---- | ---- | ---- | ---- | ---- | ---- | ---- | ---- | ---- |
| 622  | 578  | 623  | 554  | 398  | 354  | 346  | 334  | 307  |

| 1962 | 1968 | 1975 | 1982 | 1990 | 1999 | 2004 | 2006 | 2009 |
| ---- | ---- | ---- | ---- | ---- | ---- | ---- | ---- | ---- |
| 290  | 225  | 172  | 174  | 149  | 134  | 159  | 155  | 160  |

| 2014 | 2019 | 2022 | - | - | - | - | - | - |
| ---- | ---- | ---- | - | - | - | - | - | - |
| 182  | 182  | 181  | - | - | - | - | - | - |

## Culture locale et patrimoine

### Lieux et monuments
- L'église Saint-Sulpice : l'église du XIVe siècle de type « austère » au plan simple et chevet plat, dont l'intérieur est couvert de fresques médiévales. Dissimulées sous un badigeon blanc, leur mise au jour et leur restauration ont eu lieu en 2020 et 2021. Un autel en pierre auparavant recouvert de boiseries pour ne pas faillir à la mode en vogue au XVIIIe et XIXe siècles a également été dégagé. Elle a subi de très gros dégâts lors de la tempête de décembre 1999 qui ont occasionné d'importants travaux de restauration[réf. nécessaire]. L'édifice est classé au titre des monuments historiques en 2007[28]. La châsse en émail champlevé classée au titre des monuments historiques depuis 1889 est en dépôt au musée de Guéret[29].
- La chapelle mortuaire de la place de Banize[30] : cette chapelle est celle de la famille Georges de Rebéry, hameau de Banize. Si comme en témoigne encore une petite tombe dans le fond de la place, à l'origine le cimetière entourait l'église jusqu'en 1905, comme cela était de mise partout en France jusqu'à une disposition de la fin du XVIIIe siècle qui les fit éloigner des centres-bourgs pour des raisons d'hygiène ; le terrain où est élevée cette chapelle appartenait quant à lui à ladite famille, laquelle a voulu l'édifice regardant leur propriété. Elle fit par la suite don de la parcelle, assorti d'une soulte en or à la commune de Banize, moyennant que la municipalité s'engage à créer une place arborée et à entretenir leur dernière demeure pour leur postérité.[réf. nécessaire]
- Le canon de Banize : la commune de Banize a la particularité de posséder sur sa place un canon de siège de calibre 120, fabriqué à Liège en 1892 pour l'Armée royale belge, pris par l'Armée allemande lors de l'invasion de la France via la Belgique et mis en batterie par celle-ci, puis abandonné sur les champs de bataille des Ardennes après l'armistice de la Première Guerre mondiale, pour être enfin offert par le président Gaston Doumergue en 1924 en ornement du monument aux morts de la guerre de 1914-1918, par l'intermédiaire de son ami Eugène Despagnat (1863-1925), entrepreneur en bâtiment à Paris, président de la Fédération nationale du bâtiment et des travaux publics. C'est cependant tout à fait par hasard qu'il s'est retrouvé à côté de la chapelle de la famille Georges sur la place. En effet, à l'origine placé face à la mairie, à gauche du monument aux morts auquel il est lié, il fut caché en 1944 de la vue de l'aviation alliée dans le bois de Lamand, aujourd'hui disparu, lors des opérations de libération de la France, afin que celle-ci ne l'assimile pas à de la DCA lors des repérages aériens et ne bombarde pas le bourg de Banize par erreur. Il y reste près d'une trentaine d'années jusqu'à ce qu'un régiment en manœuvre le pensant abandonné ne tente de se l'approprier vers 1973. C'est alors qu'à la suite de cet épisode, l'agriculteur du hameau de Lamant, désireux de défricher l'endroit en profita pour le déménager et, les roues étant en très mauvais état d'une part, et ne sachant qu'en faire d'autre part, le déposa sur la place du village à côté de la chapelle. Depuis le centenaire de l'armistice de la Première Guerre mondiale, il a retrouvé sa place originelle à gauche du monument aux morts face à la mairie.[réf. nécessaire] Seuls trois autres canons de ce type existent encore de par le monde : deux en Belgique, et un en Roumanie.

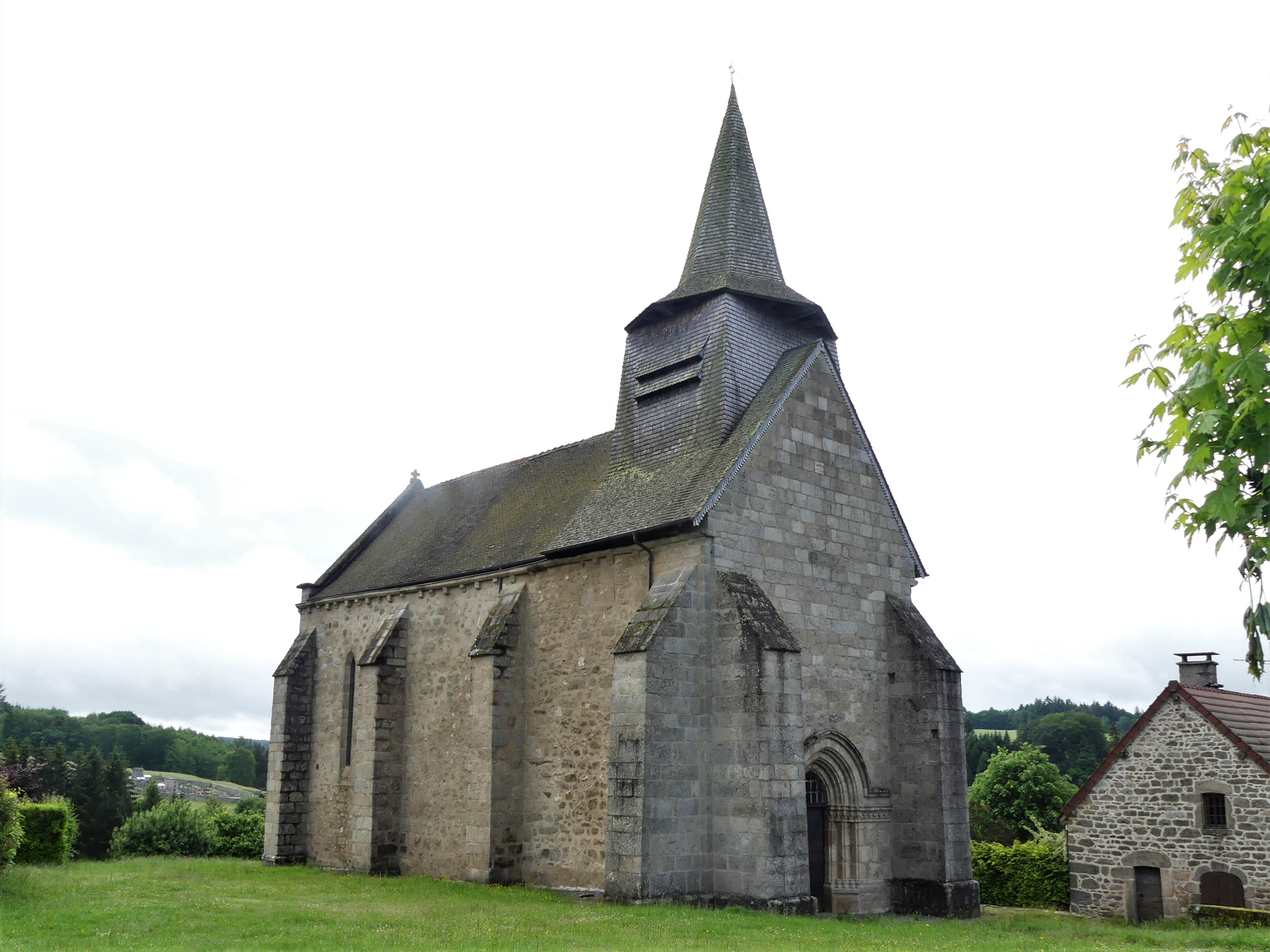
L'église Saint-Sulpice.
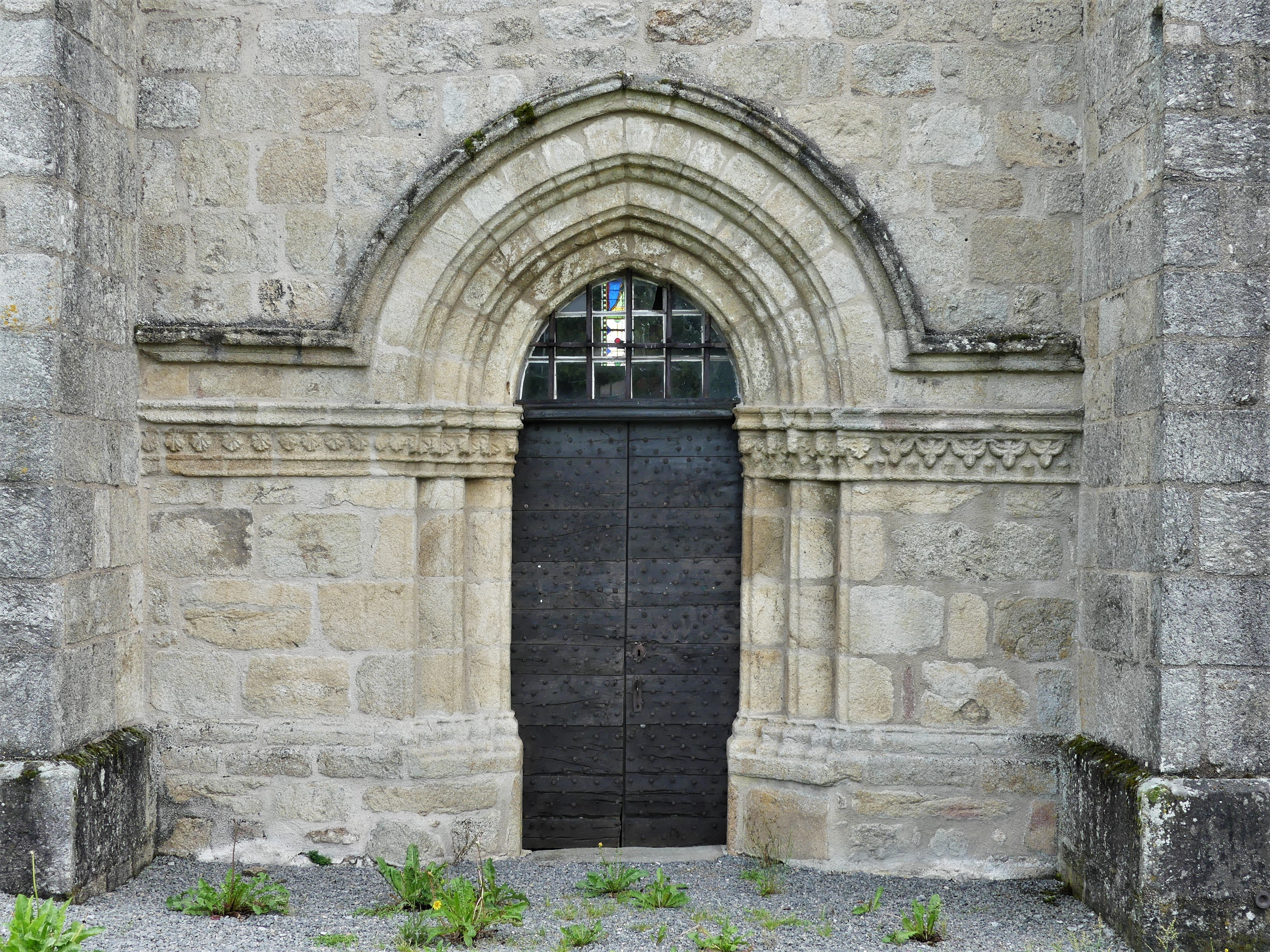
Son portail.
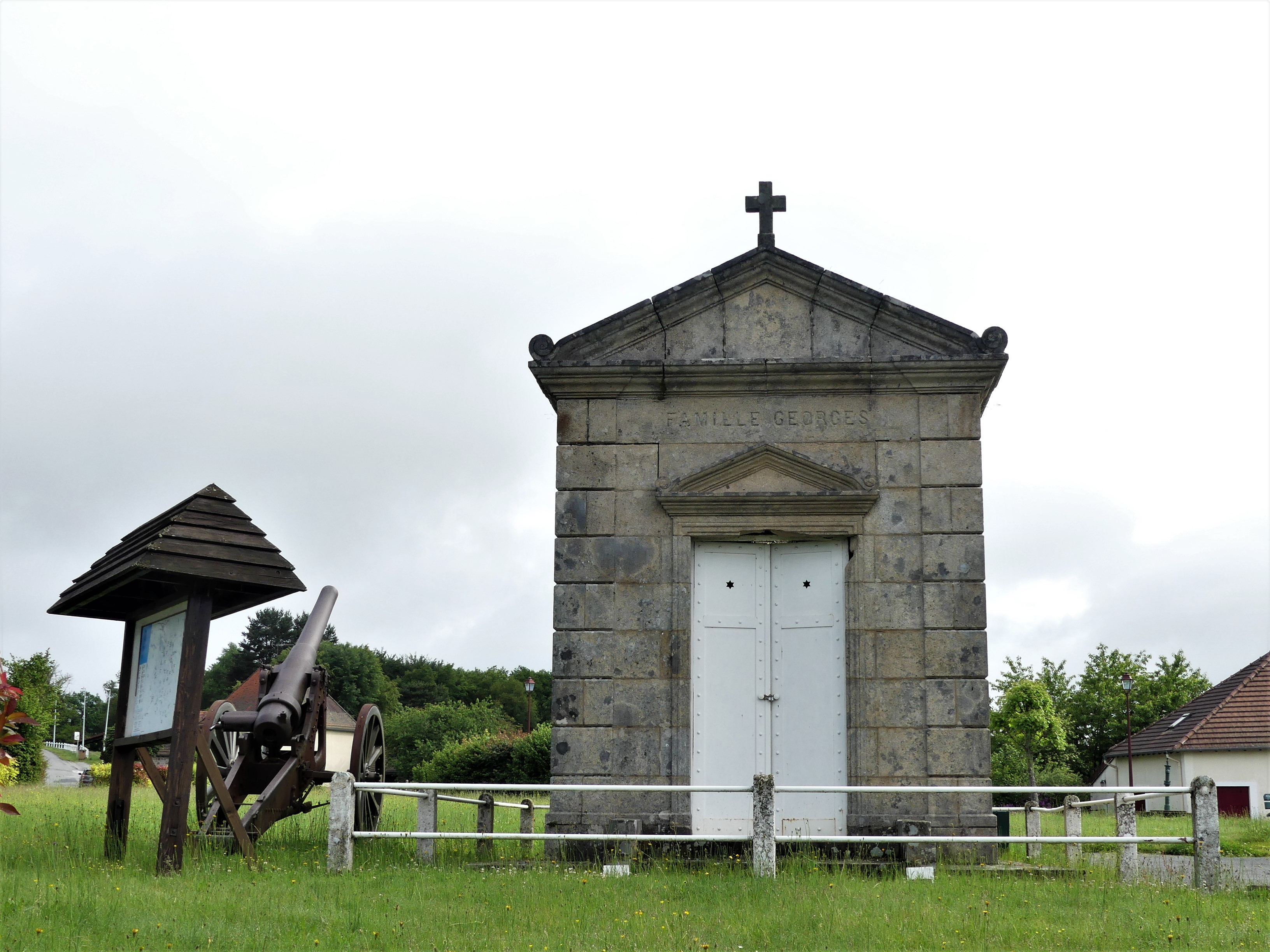
La chapelle funéraire.
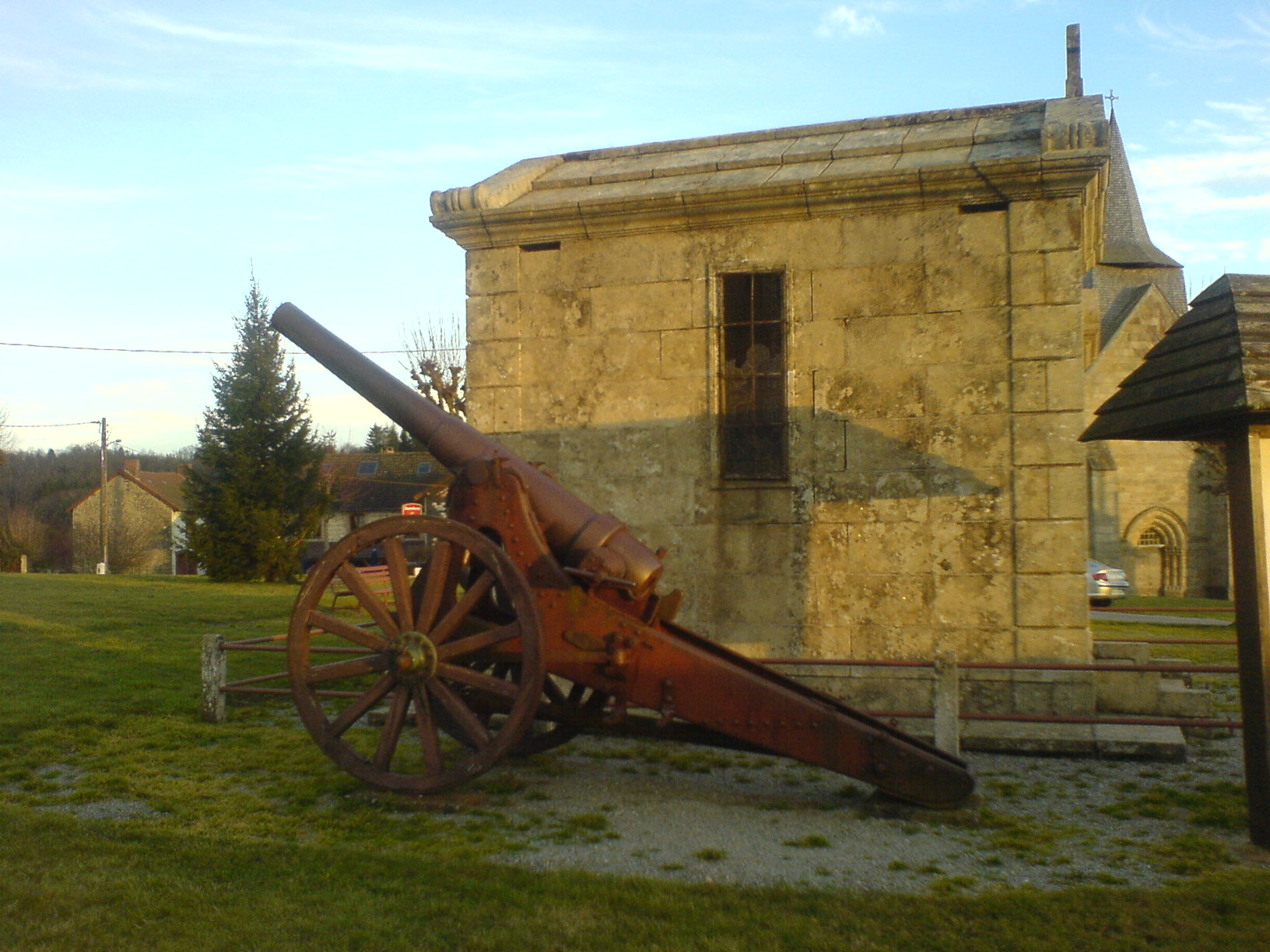
Le canon.
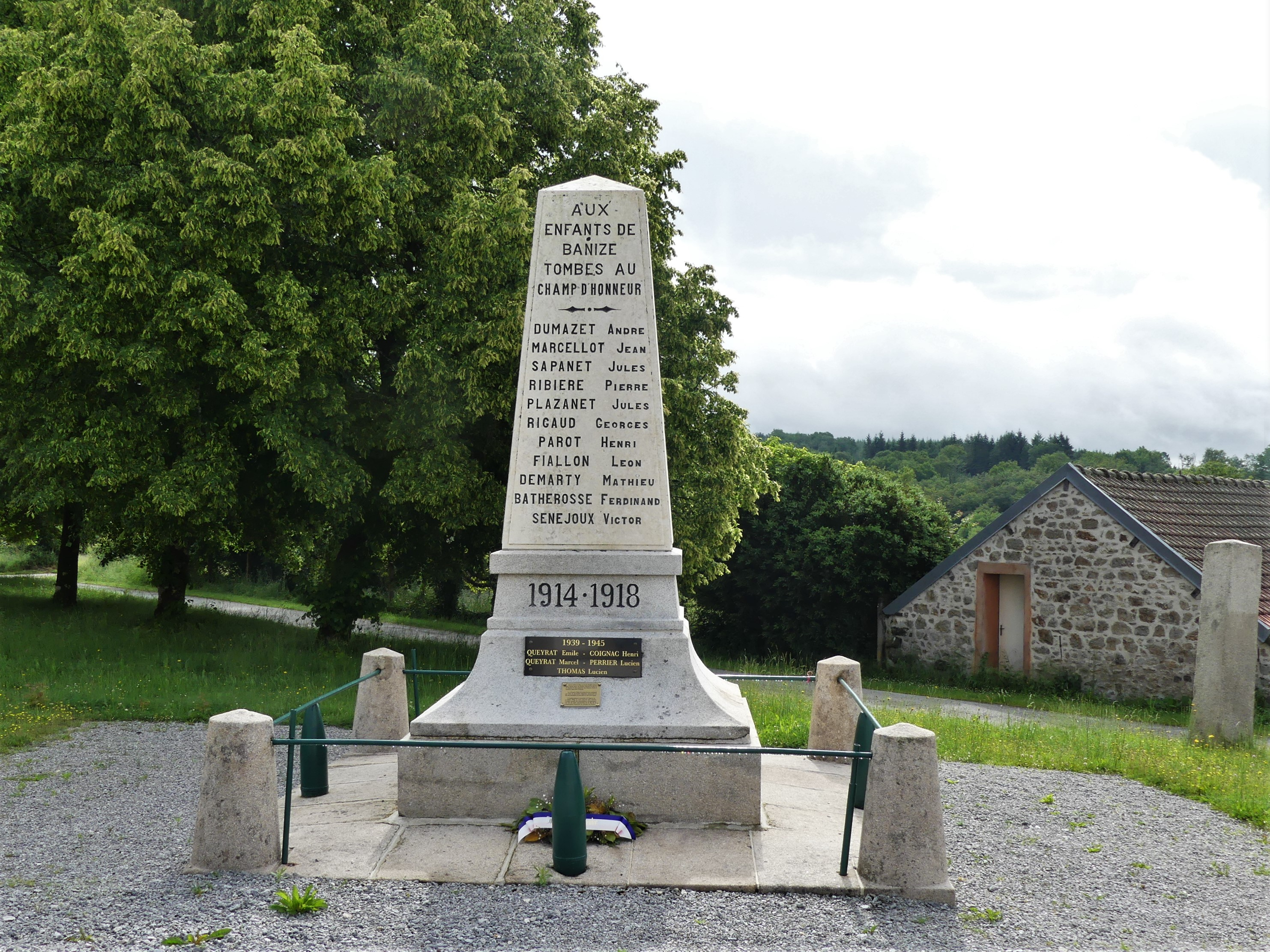
Le monument aux morts.
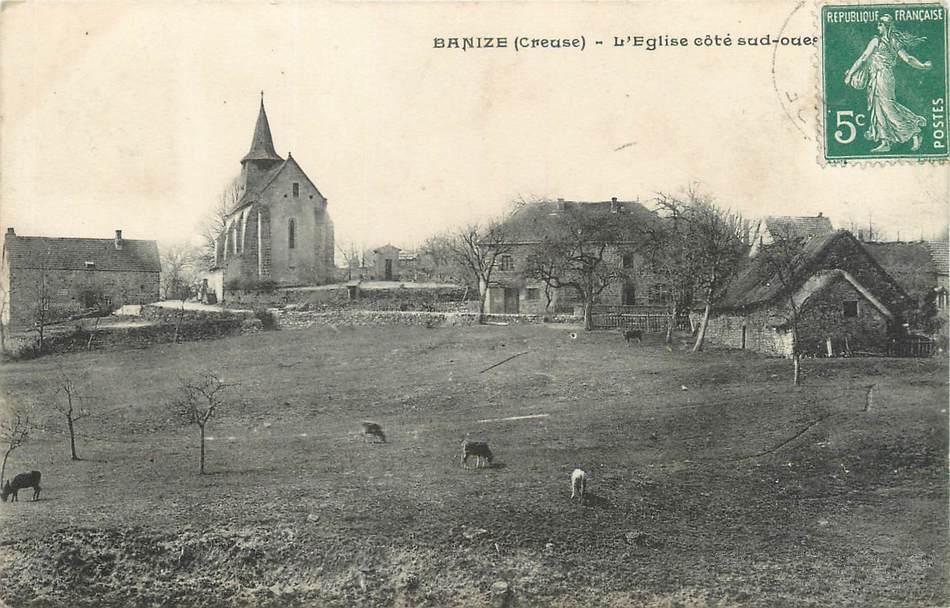
Carte postale du village vers 1910.

### Personnalités liées à la commune
- Joseph Delavallade (1792-1880), né à Banize, résident au hameau du Mas, est un médecin et un homme politique qui s'opposa à la politique du prince-président[31].
- Victor Despagnat, né à Paris (XVIIe) le 26 mai 1866 et décédé à Meizoux, hameau de Banize, le 21 septembre 1901, frère du précédent, artiste-peintre impressionniste[réf. nécessaire], élève de Tony Robert-Fleury (Académie Julian) et Jules Lefebvre, à qui l'on doit diverses œuvres, dont un tableau de 1897 dans l'église Saint-Sulpice de Banize intitulé « Les disciples de saint Jean-Baptiste ou l'Invention du chef de saint Jean-Baptiste et sa translation à Constantinople », classée au titre des monuments historiques en 2006[32].

### Héraldique
| Blason de Banize | Blason  | Parti ondée ; au premier d'or à un canon de gueules et au second d'azur à une crosse d'évêque d'or accostée d"un truelle du même ; au chef ondé d'azur semé de fleur de lys d'or ; à la bande de gueules chargée de trois lions d'argent posés en barre. |
| Blason de Banize | Détails | En Chef (haut) le blason de la Marche, ancienne province de l'Ancien Régime dans laquelle le village faisait partie, l'ondée représente la rivière de la Banize qui arrose la commune et qui a donnée le nom du village. La crosse d'évêque évoque l'église du village sous le vocable de Saint Sulpice. Le canon et la truelle de maçon pour les emblèmes. Création adoptée le 30 avril 2021. |